# Port Royal

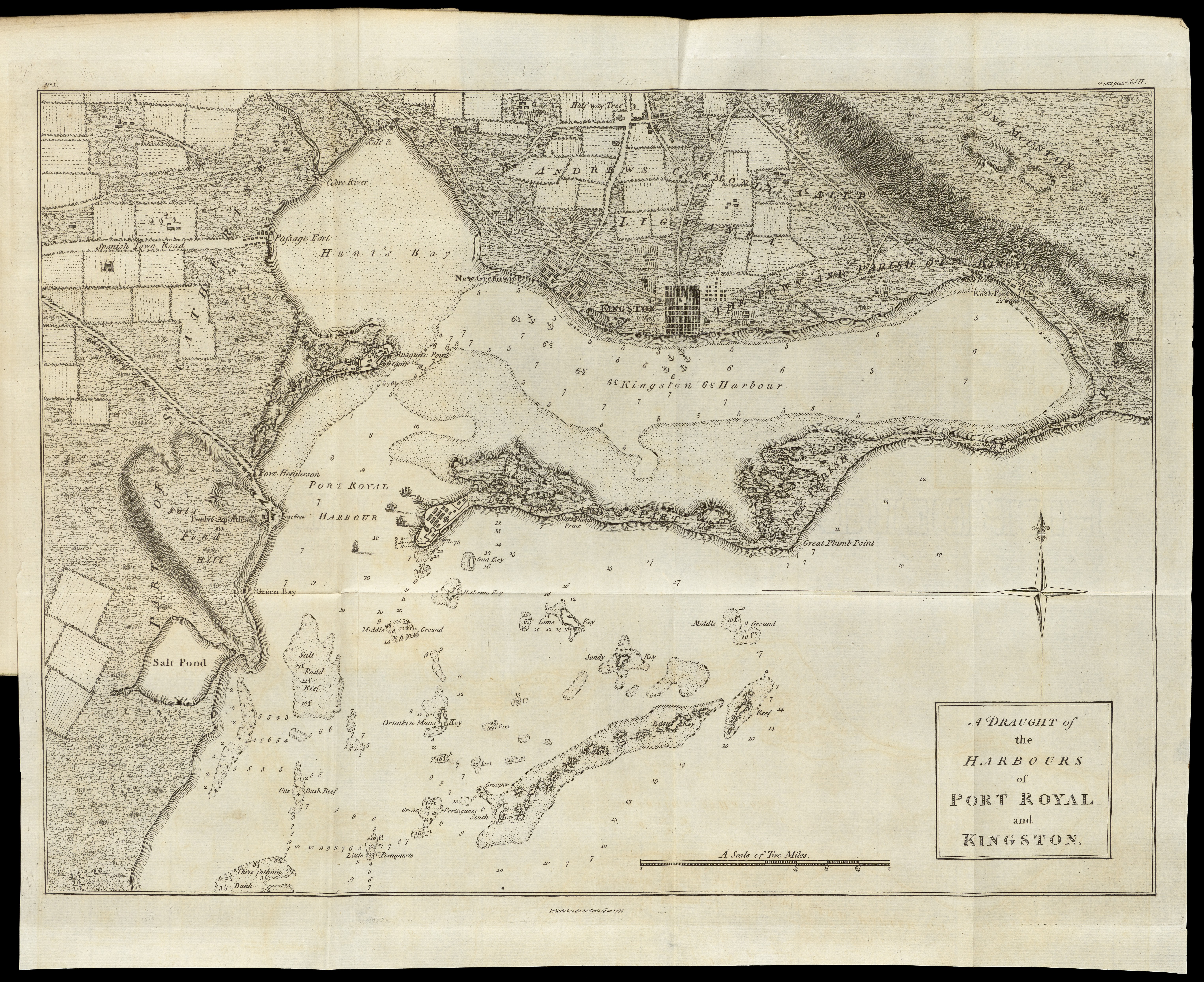
Port Royal và Kingston Harbours (bản đồ năm 1774)

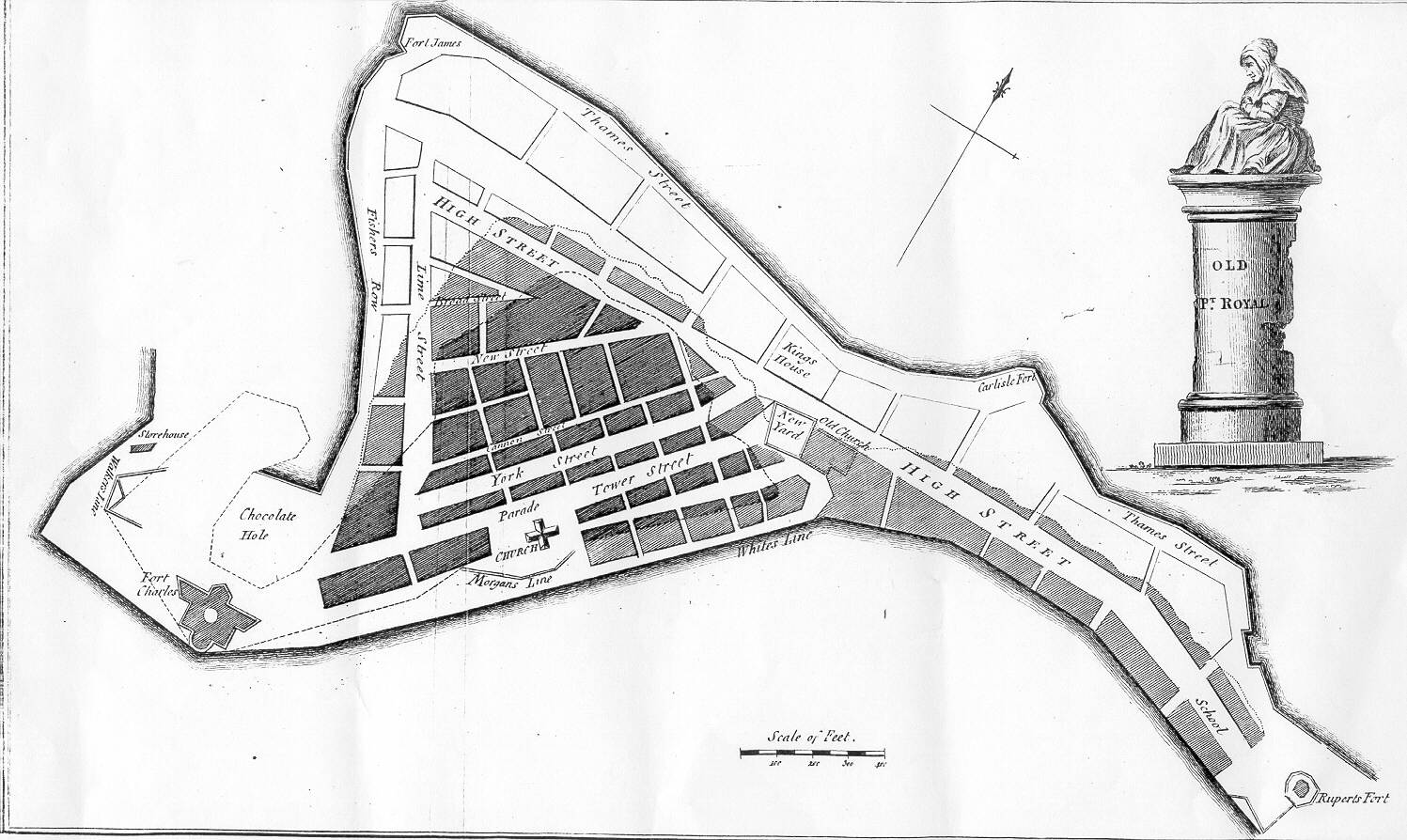
Bản đồ cũ của Port Royall

Port Royal là một thành phố nằm ở cuối Palisadoes của Cảng Kingston, thuộc đông nam Jamaica. Được thành lập vào năm 1518, thành phố là trung tâm thương mại vận tải biển trong vùng biển Caribe trong nửa sau của thế kỷ 17. Năm 1692, Nó đã bị phá hủy bởi một trận động đất, một cơn sóng thần và sau đó là hỏa hoạn. Các cơn bão nghiêm trọng đã thường xuyên làm hư hại thành phố này và một trận động đất nghiêm trọng xảy ra trong năm 1907.